# Линеар Б
Линеарно писмо Б је слоговно писмо које су користили Микењани.
Састоји се од три врсте знакова: 
1. знаци којима су написане речи, тј. слогови (има их око 90);
2. идеограми, који симболично или стилизовано представљају некакве предмете (има их око 150), и
3. бројни знаци декадског бројног система.

Осим тога, примећени су и извесни знаци за интерпункцију, тј. мале вертикалне црте којима су растављене речи.
Линеарно Б писмо је развијено око 1450. пре н. е. Ово писмо представља најстарији облик писања грчког језика за који знамо. Пошто ово писмо дели многе знакове са старијим линеарним А, дошло се до закључка да је линеар Б настао када су писари прилагодили линеар А новом језику: грчком. 